# Municipio de Elk (Illinois)
El municipio de Elk (en inglés: Elk Township) es un municipio ubicado en el condado de Jackson en el estado estadounidense de Illinois. En el año 2010 tenía una población de 1907 habitantes y una densidad poblacional de 19,76 personas por km².

## Geografía
El municipio de Elk se encuentra ubicado en las coordenadas 37°54′25″N 89°12′38″O / 37.90694, -89.21056. Según la Oficina del Censo de los Estados Unidos, el municipio tiene una superficie total de 96.49 km², de la cual 92,72 km² corresponden a tierra firme y (3,91 %) 3,77 km² es agua.

## Demografía
Según el censo de 2010, había 1907 personas residiendo en el municipio de Elk. La densidad de población era de 19,76 hab./km². De los 1907 habitantes, el municipio de Elk estaba compuesto por el 95,28 % blancos, el 1,84 % eran afroamericanos, el 0,37 % eran amerindios, el 0,05 % eran asiáticos, el 0,52 % eran de otras razas y el 1,94 % eran de una mezcla de razas. Del total de la población el 1,73 % eran hispanos o latinos de cualquier raza.